# Shigeki Murakami
Shigeki Murakami (村上茂樹?; prefettura di Shiga, 1962) è un agronomo giapponese, oltre che un astrofilo.
Shigeki Murakami non deve essere confuso con l'astronomo giapponese Tadayoshi Murakami (a cui è stato dedicato l'asteroide 3295 Murakami) o con altri omonimi giapponesi o non. Shigeki Murakami è per professione un ricercatore in silvicoltura e come hobby un osservatore e cacciatore di comete: ha coscoperto le comete C/2002 E2 Snyder-Murakami  e 332P/Ikeya-Murakami .

## Riconoscimenti
Murakami ha ricevuto l'Edgar Wilson Award nel 2002 e nel 2011 , l'OAA Award nel 2002 e il ASJ Award  nel 2003.
In suo onore l'asteroide 1998 KB5 è stato chiamato 24981 Shigekimurakami .